# Becket, Massachusetts

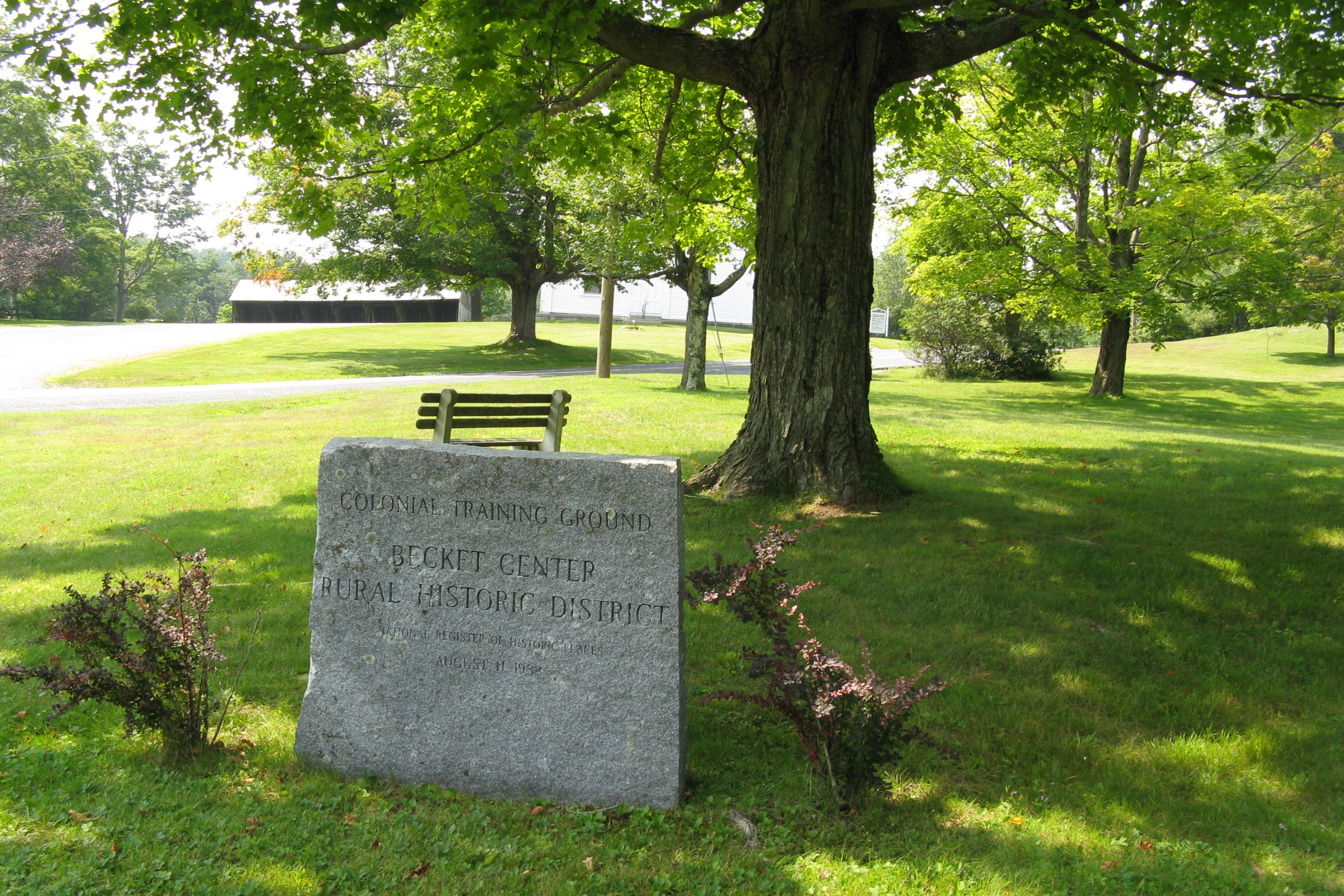

Becket är en kommun (town) i Berkshire County i delstaten Massachusetts, USA. Kommunen hade år 2000 1 755 invånare. Den har enligt United States Census Bureau en area på 26 km².